# Élisabeth II (timbre)
Pour les articles homonymes, voir Élisabeth II (homonymie).
Élisabeth II, reine du Royaume-Uni de 1952 à 2022, est représentée à ce titre sur les deux séries britanniques de timbres-poste d'usage courant de son règne.

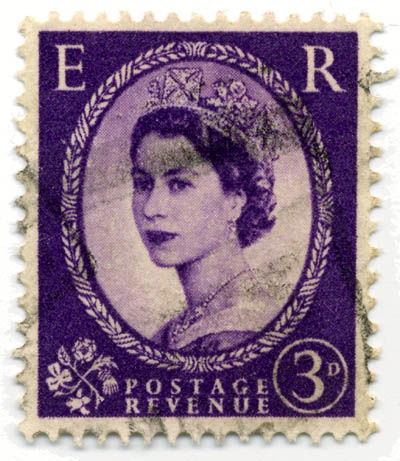
Un des timbres au type Wilding, émis en 1952.

Son portrait apparaît sur quasiment tous les timbres-poste britanniques sous la forme d'un médaillon. Celui-ci remplace le nom du pays sur les timbres du Royaume-Uni, privilège accordé par l'Union postale universelle en hommage à l'émission par ce pays du premier timbre-poste, le Penny Black.
Selon les époques, les royaumes du Commonwealth, les colonies, territoires britanniques d'outre-mer et les dépendances de la Couronne ont représenté l'effigie d'Élisabeth II sur leurs timbres. Cette effigie peut être remplacée par le monogramme royal (« EIIR » surmonté d'une couronne).
En philatélie anglo-saxonne, lorsqu'un philatéliste ou un ouvrage définit sa qualité ou son contenu par le titre (King ou Queen) et le prénom du souverain, cela signifie qu'est évoqué l'ensemble des timbres-poste émis pendant le règne. Un spécialiste se définissant comme « Queen Elizabeth II » est un connaisseur de l'histoire philatélique et postale du Royaume-Uni depuis les années 1950.

## Avant l'avènement

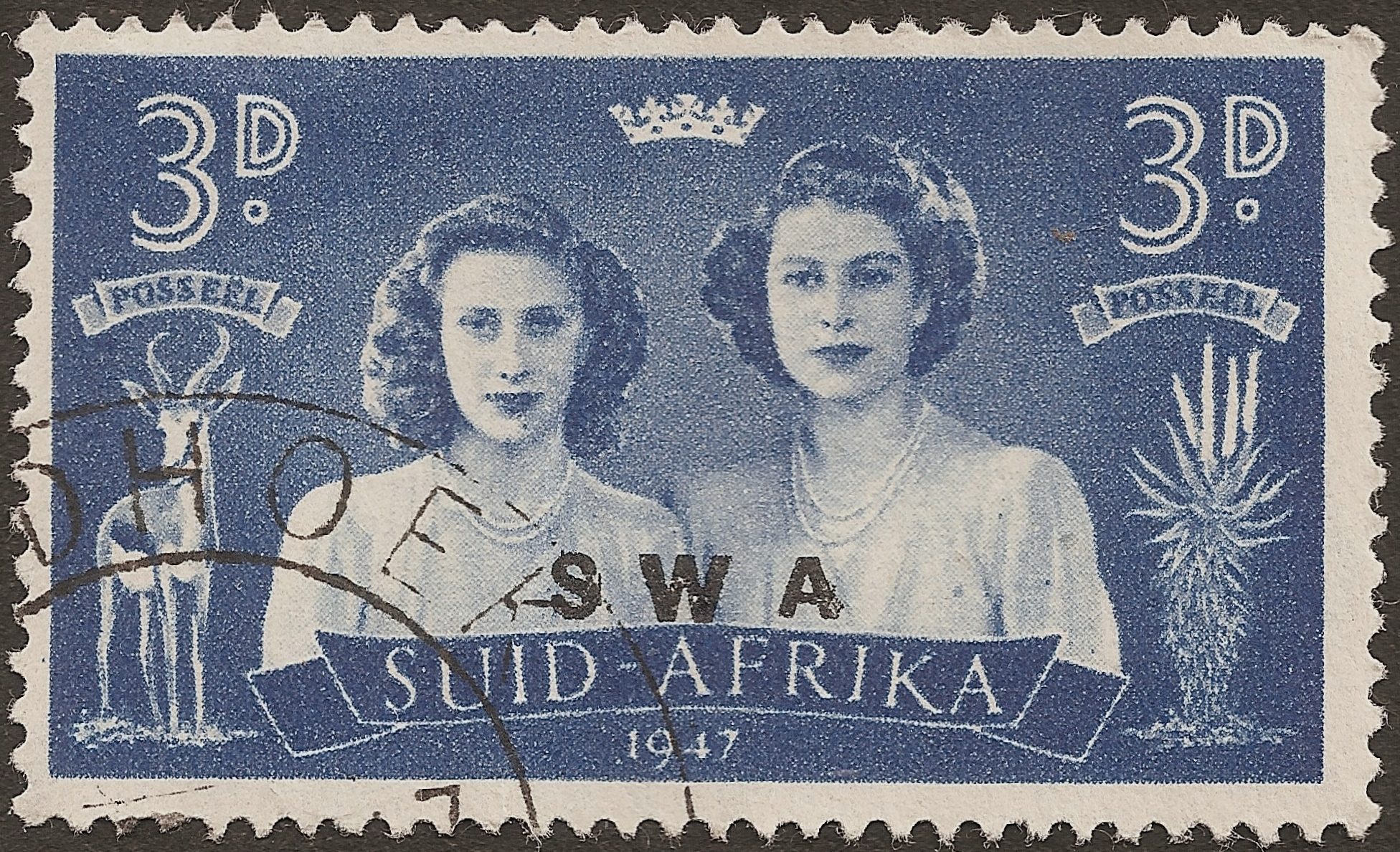
Margaret et Élisabeth sur un timbre d'Afrique du Sud de 1947. La surcharge « SWA » signale un usage dans le mandat du Sud-Ouest africain.

La princesse Élisabeth, née en 1926, apparaît pour la première fois sur un timbre-poste de six cents de Terre-Neuve émis en 1932, à partir d'une photographie de Marcus Adams (en).
Avant son avènement, plusieurs colonies et États du Commonwealth représentent sur timbres la princesse parmi les portraits de la famille royale, pour son 21e anniversaire ou à l'occasion d'un voyage du roi George VI et de sa famille. Un tel séjour en Afrique australe en 1947 encourage l'émission d'un timbre d'Afrique du Sud pour le couple royal et un pour Élisabeth et sa sœur Margaret.
Aucun timbre du Royaume-Uni ne la représente avant son avènement, même s'il a existé un projet de timbre en 1948 lors de la naissance du prince Charles, premier petit-fils du roi George VI.

## Royaume-Uni

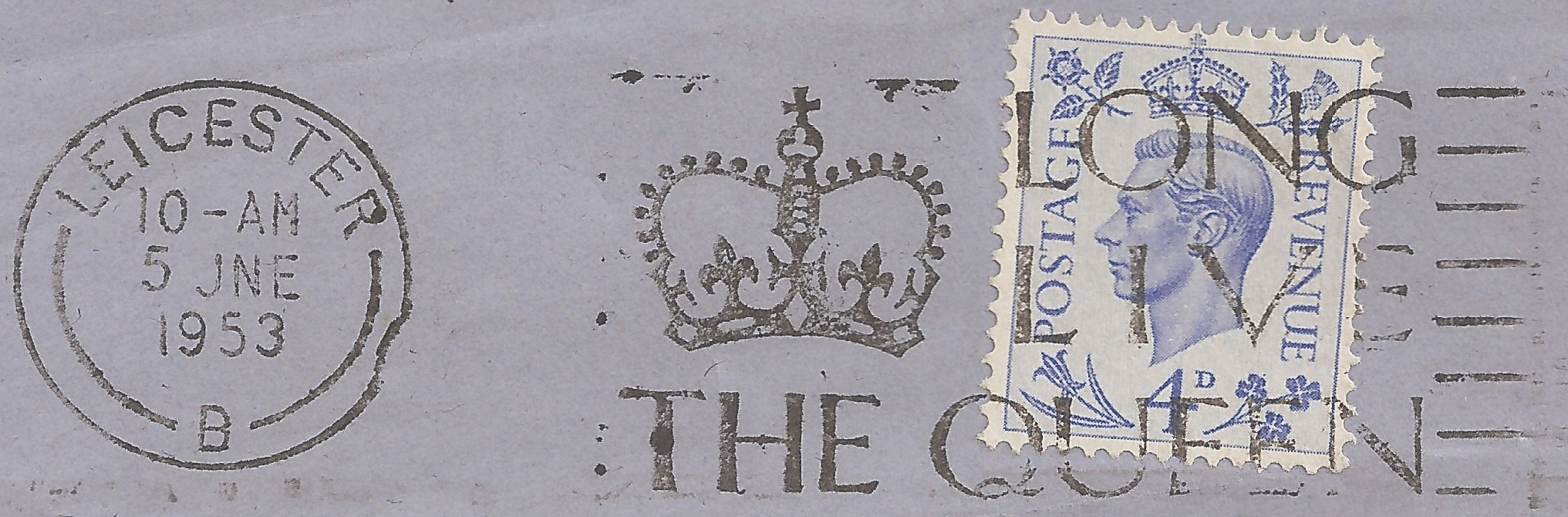
Timbre à l'effigie du roi oblitéré par une flamme en l'honneur du couronnement d', en juin 1953.

### L'effigie Wilding
Dès son avènement en 1952 après la mort de son père, le roi George VI, l'effigie d'Élisabeth II apparaît, portant le diadème, sur la série d'usage courant. Est choisie une photographie par Dorothy Wilding (en) qui a donné son nom à cette série comprenant une grande variété de motifs d'illustrations autour du médaillon. 
La même photographie est reproduite sur l'ensemble des timbres commémoratifs depuis la série du couronnement (à l'exception du 1 shilling 3 pence représentant de face la reine en costume de sacre) et d'usage courant avec la série de fortes valeurs faciales des Châteaux en 1955. 
Cependant, cette effigie déplaît à une partie des artistes amenés à travailler sur le programme philatélique britannique. En avril 1961, Michael Goaman (en) et Faith Jacques consignent leurs critiques par écrit pour obtenir une autorisation de travailler sur des solutions de remplacement. D'après eux, sur un plan symbolique, cette image photographique de trois-quarts représente la personne de la reine, mais ne peut pas incarner la monarchie. Elle gêne également la lecture du sujet principal du timbre commémoratif : son emplacement pouvant représenter un tiers du timbre et le portrait donne une impression de profondeur en regardant vers le lecteur. En septembre 1961, Faith Jacques fournit au Post Office des maquettes à partir des timbres d'usage courant et commémoratifs de 1961 en utilisant une effigie de profil. Si, le Stamp Advisory Commitee constate la nécessité de travailler sur une nouvelle effigie pour les timbres du programme philatélique, rien de concluant n'est réalisé car il y a hésitation entre un portrait photographique ou peint à partir d'une photographie.
En 1964, le Postmaster General Tony Benn, membre du gouvernement travailliste d'Harold Wilson, travaille avec l'illustrateur David Gentleman sur le problème de l'effigie royale sur les timbres. Faute d'avoir l'assentiment d'Élisabeth II pour retirer son portrait, Benn obtient le remplacement de la photographie de Dorothy Wilding des timbres commémoratifs au profit d'une silhouette de couleur uni (effectif en 1966 d'après un travail de Gentleman) et de pouvoir travailler sur une nouvelle effigie qui doit servir pour une nouvelle série d'usage courant et, réduite, de nouvelle effigie sur les timbres du programme philatélique.

### Silhouettes de Gentleman, puis de Machin
En 1966, un profil noir ou blanc de David Gentleman, réalisé à partir d'une monnaie de Mary Gillick, est porté par les timbres commémoratifs jusqu'en 1967.
De janvier 1965 à février 1966, ont lieu les recherches d'une nouvelle illustration pour la série courante. Finalement, Arnold Machin, déjà choisi pour illustrer les pièces en nouveaux pences utilisés de 1971 à 1984, crée une effigie en plâtre dont la photographie est mise en page en une couleur claire sur un fond uni foncé, et dont le seul texte est la valeur faciale. La réussite du type Machin est telle auprès du public, des collectionneurs et de la reine elle-même que les dirigeants de Royal Mail renoncent en 1990 à procéder à la recherche d'un nouveau type.
Une fois cette effigie réalisée, Arnold Machin se voit commander une adaptation pour être reproduite en silhouette de couleur uni sur les timbres commémoratifs du Royaume-Uni. Cependant, comme la couronne se prête mal à une réduction de l'image, Machin la remplace par une couronne de lauriers, dont deux rubans dépassent derrière la tête de la reine. Il prépare plusieurs tailles de médaillon, ainsi qu'une version en couleur pleine et une version pour laquelle les détails de la sculpture sont visibles. La série de timbres sur les ponts britanniques est la première à porter un de ces profils que la reine « pense être une amélioration par rapport à ceux en usage » (ceux de Gentleman inspiré de Gillick).

### Commémoration de la Famille royale
Élisabeth II apparaît également sur des timbres commémorant des événements de sa vie et de son règne, ainsi que de sa famille. Le premier de ces timbres est émis en 1972 pour le 25e anniversaire de son mariage avec Philip Mountbatten, dont l'effigie voisine avec la sienne sur le timbre.

## Dépendances de la Couronne
Ses dépendances des îles Anglo-Normandes et de Man ont utilisé les timbres-poste britanniques jusqu'à leur indépendance postale. Les types Wilding et Machin ont donc été en usage.
En 1969, Guernesey et Jersey obtiennent l'indépendance postale. À part l'utilisation du profil d'Arnold Machin en médaillon sur les timbres de Guernesey en 1969 et en 1978 (pour une émission commémorative dans ce second cas), les deux îles utilisent le médaillon de David Gentleman et des variantes de celui-ci. Parfois, c'est le monogramme royal (« EIIR » couronné) qui est utilisé.
Sur les timbres que l'île de Man émet librement depuis 1973, c'est le médaillon Gentleman et parfois le monogramme qui est visible.

### Sources
- Catalogue Yvert et Tellier, tomes Europe de l'Ouest et Outre-mer.
- Douglas N. Muir (en), A Timeless Classic. The evolution of Machin's Icon,  éd. The British Postal Museum & Archive et Royal Mail, 2007,  (ISBN 9780955356919), 236 pages. L'auteur décrit le contexte dans lequel ont lieu le passage du type Wilding au type Machin dans les années 1960, sous l'impulsion initiale du Postmaster General Tony Benn.